# Nieuw Amsterdam (Schiff, 1906)
Die Nieuw Amsterdam (I) war ein 1906 in Dienst gestelltes Passagierschiff der niederländischen Reederei Holland-America Line, das als Transatlantikliner auf dem Nordatlantik eingesetzt wurde und Passagiere, Fracht und Post von Rotterdam nach New York beförderte. Sie war bis 1908 das größte Schiff der Reederei. 1932 wurde sie nach 26 Dienstjahren in Japan verschrottet.

## Das Schiff

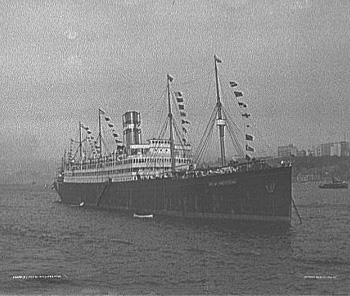
Postkarte (undatiert).

In den Jahren vor Indienststellung der Nieuw Amsterdam hatte die Holland-America Line mit ihren Neubauten Potsdam (12.606 BRT, 1900), Rijndam (12.527 BRT, 1901) und Noordam (12.531 BRT, 1902) große Erfolge verbuchen können, da sich diese Schiffe aufgrund ihrer großen Zwischendeckkapazitäten als sehr profitabel erwiesen hatten. Die Reederei wollte nun auch in Bezug auf First-Class-Unterkünfte mit der Konkurrenz mithalten können. Es war nicht geplant, einen Größenrekord aufzustellen oder in das Rennen um das Blaue Band für die schnellste Atlantiküberquerung einzusteigen, aber die Reederei wollte zumindest ein Schiff mit einem ebenso luxuriösen Ambiente wie es für die britische Cunard Line oder die deutsche HAPAG bereits üblich war.
Daher wurde bei Harland & Wolff in Belfast die Bestellung für die 16.957 BRT große Nieuw Amsterdam aufgegeben, deren Kiel am 21. Januar 1904 gelegt wurde. Der Stapellauf fand am 28. September 1905 statt. Sie war das erste Schiff der Reederei mit diesem Namen (weitere folgten 1938 und 2010). Die Nieuw Amsterdam war ein 187,68 Meter langes und 20,08 Meter breites Passagierschiff mit einem Schornstein, vier Masten und zwei Propellern. Das Schiff wurde mit einer zu der Zeit bereits nicht mehr zeitgemäßen Takelage ausgestattet, welche jedoch nie zum Einsatz kam.
Angetrieben wurde die Nieuw Amsterdam von achtzylindrigen Vierfachexpansions-Dampfmaschinen von Harland & Wolff, die 10.800 PSi („indicated horsepower“) leisteten und eine durchschnittliche Reisegeschwindigkeit von 16 Knoten und eine Maximalgeschwindigkeit von 17,5 Knoten ermöglichten. Sie war das erste Schiff der Holland-America Line, das diese Art von Maschinen hatte.
Insgesamt konnten 440 Passagiere in der Ersten, 246 in der Zweiten, 1078 in der Dritten Klasse sowie 1284 im Zwischendeck transportiert werden. Die Kabinen und Aufenthaltsräume der Ersten Klasse waren entsprechend luxuriös und opulent ausgestattet; es gab unter anderem ein japanisches Teezimmer.

## Dienstzeit
Am 22. Februar 1906 fanden die Probefahrten und am 6. März 1906 die Übergabe an die Eigner statt. Am 7. April 1906 lief die Nieuw Amsterdam in Rotterdam zu ihrer Jungfernfahrt nach New York aus. Das Kommando hatte Kapitän Frederik Hendrik Bonjer (1855–1910), der Kommodore der Reederei. Die Nieuw Amsterdam war bei Indienststellung das größte Schiff (und neue Flaggschiff) der Holland-America Line und behielt diese Position, bis im Juni 1908 die noch größere Rotterdam (IV) (24.149 BRT) in Betrieb genommen wurde. Außerdem war sie das zehntgrößte Schiff der Welt.
Im November und Dezember 1908 wurden einige Umbauten vorgenommen, so wurde unter anderem ein verglastes Promenadendeck hinzugefügt, der Speisesaal der Ersten Klasse wurde vergrößert und der Bereich der Dritten Klasse wurde etwas verkleinert, um mehr Platz für Unterkünfte Zweiter Klasse zu schaffen. Durch diese Änderungen erhöhte sich die Brutto-Tonnage des Dampfers auf 17.149 BRT. Ende 1910 wurde Plymouth als Zwischenstopp zur Route der Nieuw Amsterdam hinzugefügt.
Im Mai 1912 wurden als direkte Konsequenz der Titanic-Tragödie im Monat zuvor sechs zusätzliche Rettungsboote auf dem Poop-Deck hinzugefügt, eine Maßnahme, die viele Reedereien nach dem Unglück trafen.
Während des Ersten Weltkriegs blieb die Nieuw Amsterdam im zivilen Passagierverkehr. Da US-Amerikaner wegen der Gefahren des U-Boot-Kriegs Schiffe neutraler Nationen bevorzugten, hatte die Nieuw Amsterdam während des Kriegs oft zahlreiche amerikanische Staatsbürger an Bord, die aus Europa zurück in die USA flüchteten. Am 11. April 1918 strandete der Dampfer bei Maassluis in dichtem Nebel; Die Passagiere wurden von Tendern der HAL aufgenommen und nach Rotterdam gebracht.
Nach dem Krieg wurde die Ausstattung der Nieuw Amsterdam mehrmals geändert und modernisiert. Im Mai 1926 wurde zum Beispiel das bisherige Klassensystem abgeschafft und stattdessen die Kabinen- und die Touristenklasse eingeführt. In der Wintersaison 1928 unternahm das Schiff mehrere Kreuzfahrten von Boston nach Havanna (Kuba), während im Sommer weiterhin die regulären Atlantiküberquerungen absolviert wurden. 1930 kam es im Zuge der Weltwirtschaftskrise zu Preisreduzierungen und weiteren Umbauten an Bord, aber das inzwischen in die Jahre gekommene Schiff erwies sich auf Dauer als nicht mehr rentabel.
Nach ihrer letzten Ankunft in Rotterdam am 2. Oktober 1931 wurde die Nieuw Amsterdam aufgelegt und am 27. Januar 1932 zum Abbruch nach Japan verkauft, wo sie bei Torazo Hashimoto in Osaka verschrottet wurde.